# Paepalanthus trichopetalus
Paepalanthus trichopetalus är en gräsväxtart som beskrevs av Friedrich August Körnicke. Paepalanthus trichopetalus ingår i släktet Paepalanthus och familjen Eriocaulaceae. Inga underarter finns listade i Catalogue of Life.